# The Double Trail
The Double Trail è un cortometraggio muto del 1912 diretto da Milton J. Fahrney e da Al Christie, che firma anche la sceneggiatura del film.

## Produzione
Il film fu prodotto dalla Nestor Film Company, una compagnia fondata dai fratelli William e David Horsley.

### Cast
- Victoria Forde (1896-1964). Quinto film per la giovane attrice che aveva debuttato quattordicenne nel 1910. Figlia d'arte - sua madre era Eugenie Forde, un'attrice di teatro che passò poi anche lei al cinema - Victoria si sarebbe specializzata nel genere western e avrebbe poi sposato il celebre Tom Mix.

## Distribuzione
Distribuito dalla Motion Picture Distributors and Sales Company, il film - un cortometraggio di una bobina - uscì nelle sale cinematografiche USA il 6 marzo 1912.